# Sebastiana Tobal Antón
Sebastiana Tobal Antón (Casaseca de las Chanas 1895 - Zamora 1936) fue una maestra zamorana, militante política y articulista en la prensa de Zamora, detenida y asesinada tras el Golpe de Estado en España de 1936. 

## Biografía
Sebastiana Tobal Antón nació en el pequeño pueblo zamorano de Casaseca de las Chanas, estudió magisterio en la Escuela Normal de Zamora y obtuvo el título de maestra en 1909, las calificaciones en esos años se publicaban en la prensa local, Heraldo de Zamora.
Ejerció la docencia en Cataluña pero regresó a Zamora cuando se casó con Narciso Silva Antón, sastre de profesión y perteneciente a la junta directiva de la organización sindical Sociedad de Maestros Sastres La Confianza, vinculada a la Federación de Sociedades Obreras. 
Tras el Golpe de Estado en España de 1936 contra el Gobierno constitucional de la Segunda República, Sebastiana fue asesinada el 20 de octubre, el 29 de octubre fue asesinado su hermano Wenceslao y el  4 de noviembre lo fue su marido Narciso.
El recuerdo de Sebastiana Tobal ha permanecido en algunas personas que convivieron con ella: su nombre aparece en las memorias de Palmira San Juan Barbero (grabadas por su nieto Luis Misis e incluidas en la película Amor San Juan, de 2006), quien compartió   encarcelamiento y la vio partir hacia la muerte con un gesto lleno de dignidad; también en el testimonio de su vecina (casi coetánea) Juliana Villaseco, recogido por Concha San Francisco en su capítulo del libro Nietas de la memoria (Bala perdida, 2019).
La Asociación Foro por la Memoria Zamora trabaja para la recuperación del recuerdo de las personas desaparecidas y represaliadas en la provincia.

## Trayectoria
Sebastiana Tobal desarrolló una intensa actividad política, inusual en las mujeres en general y en la provincia de Zamora en particular, perteneció al Partido Republicano Radical y después de la escisión de este se integró en el Partido Republicano Radical Socialista. De los 109 afiliados que el Partido Republicano Radical Socialista tenía en la ciudad de Zamora (presidido por Higinio Merino) a comienzos de 1934 solamente había 4 mujeres: Juliana Villaseco, María F. Pérez García, Trinidad Montero y la propia Sebastiana Tobal.
Su ideario lo mantuvo en todos los ámbitos en los que se relacionaba, de ahí que fuera una mujer con mucha notoriedad y con enemigos que la delataron y denunciaron al triunfar el Golpe de Estado del General Franco. 
Escribía en la prensa de Zamora, artículos de carácter reivindicativo, divulgativo y de denuncia en el periódico La mañana: diario republicano, la primera vez que aparece un artículo con su firma fue para denunciar las agresiones derechistas ocurridas durante la campaña electoral de las municipales parciales de abril de 1933, y en concreto el asalto sufrido por la Casa del Pueblo de Casaseca de las Chanas. Algunos de sus artículo publicados con su firma, son:
De las pasadas elecciones municipales.
¡Bendita sea la República! 
Sinceridad, de ahí la palabra.